# Rajdowe Mistrzostwa Europy 2016

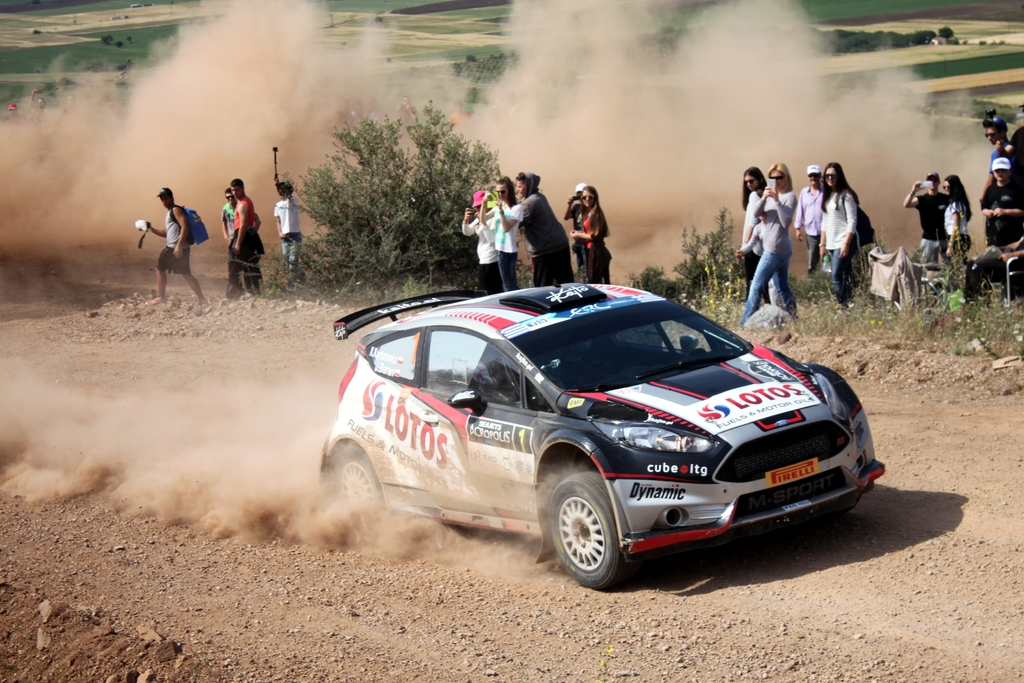
Mistrz Europy 2016 Kajetan Kajetanowicz podczas Rajdu Akropolu 2016

Sezon Rajdowych Mistrzostw Europy 2016 był 64 sezonem Rajdowych Mistrzostw Europy (FIA European Rally Championship). Mistrzostwa składały się z dziesięciu rajdów, rozgrywanych w Europie.

## Kalendarz[1]
| Runda | Data             | Nazwa rajdu                  | Nawierzchnia | Zwycięzca            |
| ----- | ---------------- | ---------------------------- | ------------ | -------------------- |
| 1     | 11-13 marca      | 40. Rajd Wysp Kanaryjskich   | Asfalt       | Aleksiej Łukjaniuk   |
| 2     | 7-9 kwietnia     | 74. Circuit of Ireland Rally | Asfalt       | Craig Breen          |
| 3     | 6-8 maja         | 62. Rajd Grecji              | Szuter       | Ralfs Sirmacis       |
| 4     | 2-4 czerwca      | 51. Rajd Azorów              | Szuter       | Ricardo Moura        |
| 5     | 23-25 czerwca    | 62. Rajd Ypres               | Asfalt       | Freddy Loix          |
| 6     | 15-17 lipca      | 7. Rajd Estonii              | Szuter       | Ralfs Sirmacis       |
| 7     | 4-6 sierpnia     | 25. Rajd Rzeszowski          | Asfalt       | Kajetan Kajetanowicz |
| 8     | 26-28 sierpnia   | 46. Rajd Barum               | Asfalt       | Jan Kopecký          |
| 9     | 16-19 września   | 4. Rajd Liepāja              | Szuter       | Ralfs Sirmacis       |
| 10    | 7-9 października | 45. Rajd Cypru               | Mieszana     | Aleksiej Łukjaniuk   |

W porównaniu z ubiegłym rokiem w kalendarzu mistrzostw pojawiły się dwa nowe rajdy: Rajd Wysp Kanaryjskich, który wraca po dwuletniej przerwie i po trzyletniej przerwie eliminacja w Polsce Rajd Rzeszowski.
Zaplanowany na pierwszą rundę RME Rajd Liepāja z powodu braku zimowych warunków na trasie rajdu został przełożony na wrzesień.

## Wyniki
| Runda | Nazwa Rajdu                                      | Podium  | Podium                | Podium                   | Podium    |
| Runda | Nazwa Rajdu                                      | Miejsce | Kierowca              | Samochód                 | Czas      |
| ----- | ------------------------------------------------ | ------- | --------------------- | ------------------------ | --------- |
| 1     | Rajd Wysp Kanaryjskich (11-13 marca) – Wyniki    | 1       | Aleksiej Łukjaniuk    | Ford Fiesta R5           | 2:13:52.4 |
| 1     | Rajd Wysp Kanaryjskich (11-13 marca) – Wyniki    | 2       | Kajetan Kajetanowicz  | Ford Fiesta R5           | +32.7     |
| 1     | Rajd Wysp Kanaryjskich (11-13 marca) – Wyniki    | 3       | Luis Monzón Artilles  | Citroën DS3 R5           | +1:51.4   |
|       |                                                  |         |                       |                          |           |
| 2     | Circuit of Ireland Rally (7-9 kwietnia) – Wyniki | 1       | Craig Breen           | Citroën DS3 R5           | 1:54:16.2 |
| 2     | Circuit of Ireland Rally (7-9 kwietnia) – Wyniki | 2       | Kajetan Kajetanowicz  | Ford Fiesta R5           | +10.6     |
| 2     | Circuit of Ireland Rally (7-9 kwietnia) – Wyniki | 3       | Alastair Fisher       | Ford Fiesta R5           | +56.3     |
|       |                                                  |         |                       |                          |           |
| 3     | Rajd Grecji (6-8 maja) – Wyniki                  | 1       | Ralfs Sirmacis        | Škoda Fabia R5           | 2:53:12.5 |
| 3     | Rajd Grecji (6-8 maja) – Wyniki                  | 2       | Lambros Athanassoulas | Škoda Fabia R5           | +2:10.3   |
| 3     | Rajd Grecji (6-8 maja) – Wyniki                  | 3       | Jaromír Tarabus       | Škoda Fabia R5           | +2:42.4   |
|       |                                                  |         |                       |                          |           |
| 4     | Rajd Azorów (2-4 czerwca) – Wyniki               | 1       | Ricardo Moura         | Ford Fiesta R5           | 2:42:23.5 |
| 4     | Rajd Azorów (2-4 czerwca) – Wyniki               | 2       | Aleksiej Łukjaniuk    | Ford Fiesta R5           | +26.8     |
| 4     | Rajd Azorów (2-4 czerwca) – Wyniki               | 3       | Kajetan Kajetanowicz  | Ford Fiesta R5           | +3:23.0   |
|       |                                                  |         |                       |                          |           |
| 5     | Rajd Ypres (23-25 czerwca) – Wyniki              | 1       | Freddy Loix           | Škoda Fabia R5           | 2:22:15.1 |
| 5     | Rajd Ypres (23-25 czerwca) – Wyniki              | 2       | Kris Princen          | Peugeot 208 T16          | +56.8     |
| 5     | Rajd Ypres (23-25 czerwca) – Wyniki              | 3       | Bernd Casier          | Ford Fiesta R5           | +1:19.8   |
|       |                                                  |         |                       |                          |           |
| 6     | Rajd Estonii (15-17 lipca) – Wyniki              | 1       | Ralfs Sirmacis        | Škoda Fabia R5           | 1:44:16.2 |
| 6     | Rajd Estonii (15-17 lipca) – Wyniki              | 2       | Kajetan Kajetanowicz  | Ford Fiesta R5           | +1:34.5   |
| 6     | Rajd Estonii (15-17 lipca) – Wyniki              | 3       | Rainer Aus            | Mitsubishi Lancer Evo IX | +3:44.8   |
|       |                                                  |         |                       |                          |           |
| 7     | Rajd Rzeszowski (4-6 sierpnia) – Wyniki          | 1       | Kajetan Kajetanowicz  | Ford Fiesta R5           | 2:01:37.1 |
| 7     | Rajd Rzeszowski (4-6 sierpnia) – Wyniki          | 2       | Bryan Bouffier        | Citroën DS3 R5           | +46.0     |
| 7     | Rajd Rzeszowski (4-6 sierpnia) – Wyniki          | 3       | Grzegorz Grzyb        | Citroën DS3 R5           | +3:37.6   |
|       |                                                  |         |                       |                          |           |
| 8     | 46. Rajd Barum (26-28 sierpnia) – Wyniki         | 1       | Jan Kopecký           | Skoda Fabia R5           | 2:07:34.7 |
| 8     | 46. Rajd Barum (26-28 sierpnia) – Wyniki         | 2       | Tomáš Kostka          | Skoda Fabia R5           | +2:34.0   |
| 8     | 46. Rajd Barum (26-28 sierpnia) – Wyniki         | 3       | Jan Černý             | Skoda Fabia R5           | +2:41.9   |
|       |                                                  |         |                       |                          |           |
| 9     | 4. Rajd Liepāja (16-19 września) – Wyniki        | 1       | Ralfs Sirmacis        | Škoda Fabia R5           | 1:43:11.2 |
| 9     | 4. Rajd Liepāja (16-19 września) – Wyniki        | 2       | Aleksiej Łukjaniuk    | Mitsubishi Lancer Evo X  | +1:04.3   |
| 9     | 4. Rajd Liepāja (16-19 września) – Wyniki        | 3       | Siim Plangi           | Mitsubishi Lancer Evo X  | +1:48.3   |
|       |                                                  |         |                       |                          |           |
| 10    | 45. Rajd Cypru (16-19 września) – Wyniki         | 1       | Aleksiej Łukjaniuk    | Ford Fiesta R5           | 2:06:55.9 |
| 10    | 45. Rajd Cypru (16-19 września) – Wyniki         | 2       | Marijan Griebel       | Škoda Fabia R5           | +2:12.2   |
| 10    | 45. Rajd Cypru (16-19 września) – Wyniki         | 3       | Ralfs Sirmacis        | Škoda Fabia R5           | +2:56.0   |
|       |                                                  |         |                       |                          |           |

## Klasyfikacja końcowa RME 2016
Punkty w klasyfikacji generalnej ERC otrzymuje 10 pierwszych zawodników, którzy uczestniczą w programie ERC i  w ukończą wyścig, punktowanie odbywa się według klucza:
| Miejsce | 1  | 2  | 3  | 4  | 5  | 6 | 7 | 8 | 9 | 10 |
| Punkty  | 25 | 18 | 15 | 12 | 10 | 8 | 6 | 4 | 2 | 1  |

Dodatkowo po każdym etapie (dniu) rajdu prowadzona jest osobna klasyfikacja, w której przyznawano punkty według klucza 7-6-5-4-3-2-1 (jeżeli dany etap obejmował przynajmniej 25% długości odcinków specjalnych rajdu). Do klasyfikacji zaliczane są cztery najlepsze wyniki spośród pięciu pierwszych rajdów oraz cztery najlepsze wyniki w pięciu ostatnich rajdach w sezonie.
Pierwsza dziesiątka.
| Poz. | Kierowca             | ESP    | GBR    | GRE    | POR    | BEL    | EST    | POL    | CZE    | LVA    | CYP    | Suma punktów |
| ---- | -------------------- | ------ | ------ | ------ | ------ | ------ | ------ | ------ | ------ | ------ | ------ | ------------ |
| 1    | Kajetan Kajetanowicz | 218+11 | 218+13 | 84+7   | 315+6  |        | 218+11 | 125+14 | 450+6  | 412+9  |        | 181          |
| 2    | Aleksiej Łukjaniuk   | 125+13 | NW     | 101+7  | 218+13 | NU0    | NU0+7  |        | 150+6  | 218+12 | 125+14 | 159          |
| 3    | Ralfs Sirmacis       |        |        | 125+12 | NU0+4  |        | 125+13 |        | NU     | 125+14 | 315+10 | 143          |
| 4    | Bryan Bouffier       |        |        |        |        | NU0+7  |        | 218+12 | NU0+5  |        |        | 42           |
| 5    | Jarosław Koltun      | 68     | 101    | 68+2   | NU     |        | 510+4  | 84+1   |        | 260+3  |        | 41           |
| 6    | Jan Kopecký          |        |        |        |        |        |        |        | 125+14 |        |        | 39           |
| 7    | David Botka          | 41     | 12     | NU     | 412+5  | NU     |        | NU     | 11     | 92     | 412+8  | 39           |
| 8    | Craig Breen          |        | 125+13 |        |        |        |        |        |        |        |        | 38           |
| 9    | Freddy Loix          |        |        |        |        | 125+13 |        |        |        |        |        | 38           |
| 10   | Raul Jeets           |        | 25     | 412+6  | NU     |        | 412+6  | 92     |        | NU     |        | 38           |
| Poz. | Kierowca             | ESP    | GBR    | GRE    | POR    | BEL    | EST    | POL    | CZE    | LVA    | CYP    | Suma punktów |

| Kolor     | Opis                   |
| --------- | ---------------------- |
| Złoty     | Zwycięzca              |
| Srebrny   | 2. miejsce             |
| Brązowy   | 3. miejsce             |
| Zielony   | Punktowane miejsce     |
| Niebieski | Ukończył nie punktował |
| Fioletowy | Nie ukończył NU        |
| Czarny    | Wykluczony X           |
| Biały     | Nie wystartował NW     |
| Puste     | Nie brał udziału       |